# Duncan Smoking
Duncan Smoking é um filme mudo de curta-metragem estadunidense de 1891, dirigido pelo pioneiro do cinema William K.L. Dickson para a Edison Manufacturing Company (o lendário Edison Studios só foi criado no ano seguinte), de Thomas Edison. A produção é a primeira parte da chamada Trilogia Duncan, que tem James C. Duncan como o herói principal, e mostra o protagonista fumando. Atualmente é considerado um filme perdido.

## Elenco
- James C. Duncan ... ele mesmo